# Grantorto

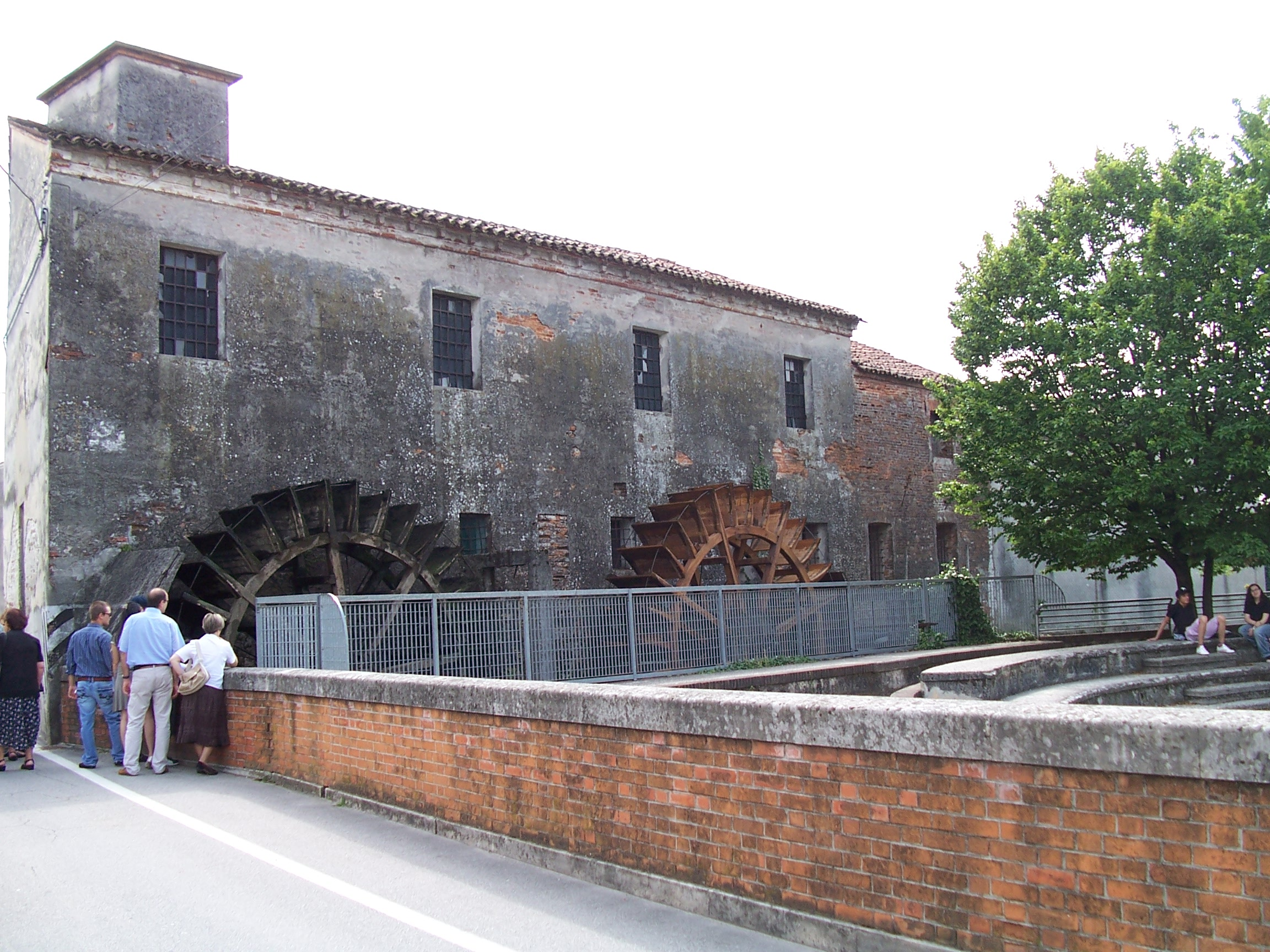
Wassermühle in Grantorto

Grantorto ist eine nordostitalienische Gemeinde (comune) mit 4474 Einwohnern (Stand 31. Dezember 2023) in der Provinz Padua in Venetien. Die Gemeinde liegt etwa 24 Kilometer nordnordwestlich von Padua. Die östliche Gemeindegrenze bildet die Brenta.

## Gemeindepartnerschaften
Grantorto unterhält zwei inneritalienische Partnerschaften mit den Gemeinden Fagnano Olona in der Provinz Varese und Grottole in der Provinz Matera.